# المقاضب (بعدان)

تعديل مصدري - تعديل

المقاضب هي إحدى قرى عزلة الدعيس بمديرية بعدان التابعة لمحافظة إب، بلغ تعداد سكانها 533 نسمة حسب تعداد اليمن لعام 2004.